# Zlatno (district de Poltár)
Pour les articles homonymes, voir Zlatno.
Zlatno (hongrois : Zlatnó) est un village de Slovaquie situé dans la région de Banská Bystrica.

## Histoire
La première mention écrite du village date de 1611.

## Démographie

### Évolution de la population
| Année:               | 1994. | 2004. | 2014.   | 2024.   |
| -------------------- | ----- | ----- | ------- | ------- |
| Nombre de personnes: | 0     | 514   | 472     | 439     |
| Différence:          |       | –     | -8,17 % | -6,99 % |

| Année:               | 2023. | 2024.   |
| -------------------- | ----- | ------- |
| Nombre de personnes: | 447   | 439     |
| Différence:          |       | -1,78 % |